# ميلو تريمبل
ميلو تريمبل (بالإنجليزية: Melo Trimble)‏ مواليد 2 فبراير 1995 في واشنطن العاصمة، هو لاعب كرة سلة أمريكي ويحمل الرقم 2. يبلغ طوله 6 قدم 3 بوصة (1.9 م). مثّل منتخب بلاده.

## روابط خارجية
- ميلو تريمبل على موقع الاتحاد الدولي لكرة السلة (الإنجليزية)
- ميلو تريمبل على موقع سبورتس رفرنس (الإنجليزية)
- ميلو تريمبل على موقع الدوري الإسباني لكرة السلة (الإسبانية)
- ميلو تريمبل على موقع كرة السلة الأوروبية.كوم (الإنجليزية)
- ميلو تريمبل على موقع كلية كرة السلة في سبورتس رفرنس.كوم (الإنجليزية)
- ميلو تريمبل على موقع ريلجم (الإنجليزية)
- ميلو تريمبل على موقع بروبوليرز (الإنجليزية)
- ميلو تريمبل على موقع سبورتس رفرنس (الإنجليزية)
- ميلو تريمبل على موقع سبورتس رفرنس (الإنجليزية)